# Kościół Najświętszej Maryi Panny Wniebowziętej w Lenartowicach
Kościół Najświętszej Maryi Panny Wniebowziętej w Lenartowicach – rzymskokatolicki kościół parafialny należący do parafii pod tym samym wezwaniem (dekanat Pleszew diecezji kaliskiej).

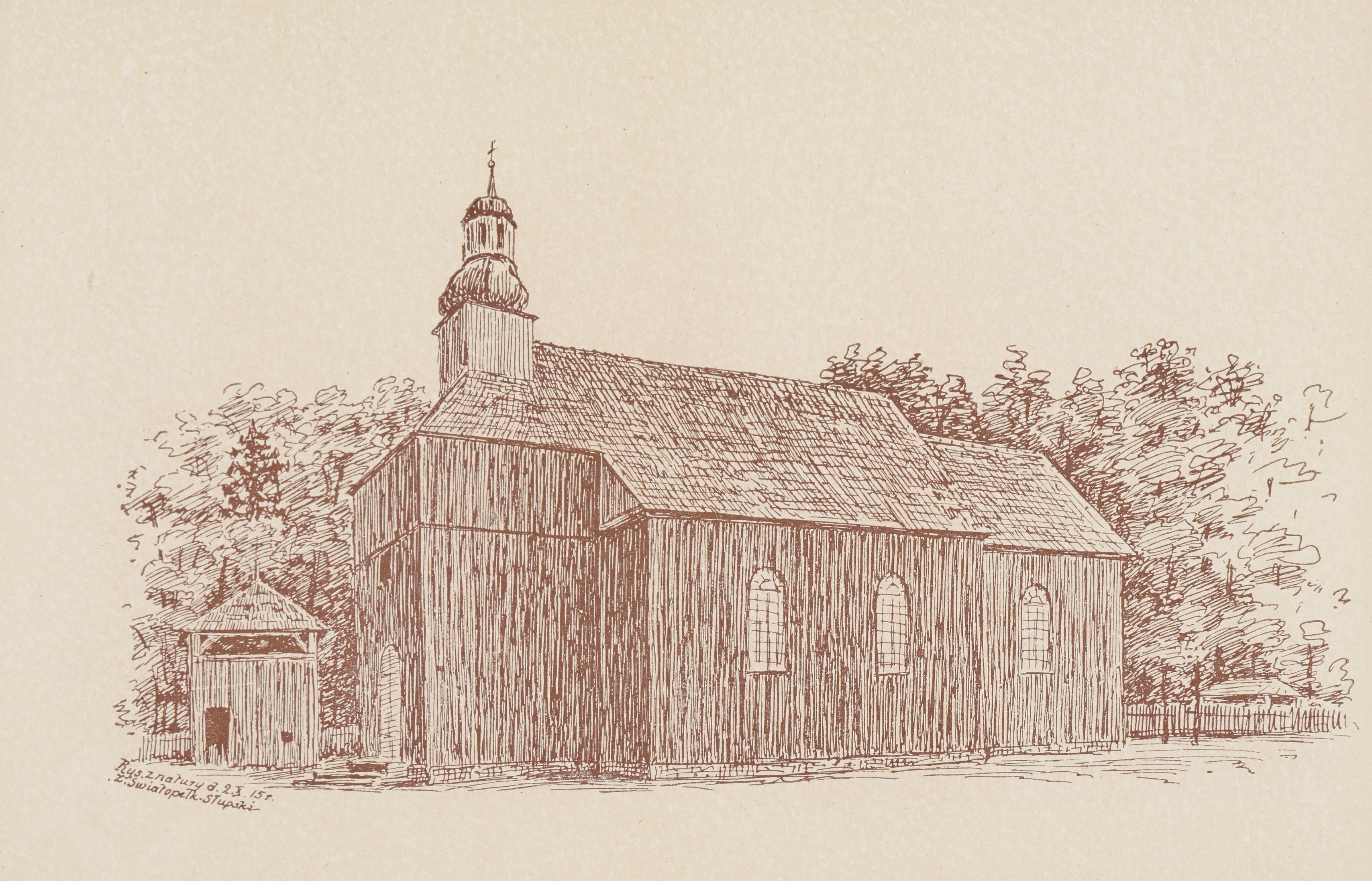
Widok kościoła przed 1917

Jest to świątynia wzniesiona w 1758 roku. Ufundowana została przez starościnę wschowską Mariannę Koźmińską. Murowana zakrystia została dobudowana pod koniec XIX wieku. Kościół został okradziony z rzeźb i innego wyposażenia w 2003 roku.
Budowla jest drewniana, jednonawowa, wzniesiona została w konstrukcji zrębwej. Świątynia jest orientowana. Jej prezbiterium jest mniejsze w stosunku do nawy, stosunkowo mocno jest wydłużone i trójbocznie zamknięte, z boku umieszczona jest boczna murowana zakrystia. Od frontu znajduje się niska wieża wzniesiona w konstrukcji słupowej, w drugiej kondygnacji węższa, mieści kruchtę w przyziemiu. Zwieńcza ją blaszany, barokowy baniasty dach hełmowy z latarnią. Świątynię nakrywa dach dwukalenicowy, pokryty dachówką. Wnętrze nakryte jest drewnianym płaskim stropem obejmującym prezbiterium i nawę. Ściany są otynkowane. Ołtarz główny, dwa ołtarze boczne i ambona pochodzą z 2 połowy XVIII wieku i reprezentują styl późnobarokowy. Chrzcielnica w formie kielicha powstała w 1 połowie XVII wieku.